# Kapel van het Allerheiligste Sacrament
De Kapel van het Allerheiligste Sacrament aan de Hemelstraat te Antwerpen is een 19e-eeuwse neogotisch kapel die van 1890 tot 1892 gebouwd werd door architect Ernest Stordiau. Hoewel het geheel oorspronkelijk als vrouwenklooster gebouwd werd, wordt het tegenwoordig gebruikt als priorij van de Priesterbroederschap St. Pius X voor Vlaanderen.
De kapel en het bijbehorende klooster zijn opgetrokken uit rode baksteen. De eenbeukige kruiskerk heeft een schip van vier traveeën en een transept van een travee.  Aan de gevel van de kapel bevindt zich een beeld van de Maagd Maria met goddelijk Kind.

## Geschiedenis
De aanbidding van het Allerheiligste Sacrament, liturgische gewaden maken voor de arme kerken en catechese voor kinderen waren enkele van de hoofdactiviteiten van de Congregatie van de Zusters van de eeuwigdurende aanbidding van het Allerheiligste Sacrament, een congregatie die gesticht werd door Moeder Anna de Meeûs. Tot dit doel was de kapel met aanpalend klooster ontworpen en uitgevoerd. Moeder Overste kon hiervoor rekenen op de hulp en sympathie uit de privé- of uit de bedrijfswereld. Men beschouwde het niet alleen als een plicht, maar vooral als een eer een steentje te mogen bijdragen aan een werk waardoor God werd verheerlijkt.
Toen het klooster in 1987 vrijkwam als gevolg van het gebrek aan roepingen, wegens de geloofscrisis in de Katholieke Kerk, heeft de Priesterbroederschap St. Pius X de kapel met klooster en later ook het aanpalende aalmoezeniershuisje overgenomen van de Religieuzen van de H. Eucharistie om er de eredienst voort te zetten.
De kapel wordt sindsdien gebruikt voor Misvieringen en andere liturgische plechtigheden volgens de Tridentijnse ritus. Er wonen nu permanent drie priesters en een lekenbroeder die worden bijgestaan door vrijwilligers.

## Bescherming als monument
Op aanvraag van de eigenaars werd in 1992 de kapel geselecteerd om er een beschermd monument van te maken omwille van de volledigheid en gaafheid van haar neogotisch interieur. Door het Ministerieel Decreet van 20 juni 1994 werd de kapel op deze lijst geplaatst met de bijkomende vermelding : "Dient te worden beschermd als monument omwille van het algemeen belang gevormd door de artistieke waarde met inbegrip van het interieur en meubilair. Het sterk doorgedreven neogotisch karakter met vooral de nadruk op het decoratieve karakter ervan vormt een uitzondering in het bewaarde werk van architect Ernest Stordiau". Op 8 juni 1995 is de kapel bij Ministerieel Besluit beschermd. Voor het behoud van dit uitzonderlijk bouwwerk dringen zich belangrijke restauratie- en instandhoudingswerken op zoals dakvernieuwing van kapel en klooster, schilderwerken, restauratie van de glasramen, elektriciteit en nog andere.

## Activiteiten
Er zijn enkele hoofdactiviteiten:
- In het kloostergebouw worden jaarlijks vier tot zes retraites georganiseerd voor mannen en/of vrouwen, in het Nederlands en in het Frans, meestal een week in stilte en bezinning, volgens de methode van de H. Ignatius van Loyola (Geestelijke Oefeningen) of van de H. Louis-Marie Grignion de Montfort (mariale retraites).
- Tussen 2012 en 2018 bestond er een Vlaams Katholieke basisschool Sint Pius X. Het onderricht werd georganiseerd op basis van thuisonderwijs.
- Vanuit deze priorij wordt een privaatkapel ter ere van Sint-Amandus bediend te Gent, waar elke zondag de Mis wordt opgedragen en apostolaat wordt verricht.
- Elk jaar vertrekt op de zondag na het donderdagse feest van het Allerheiligste Sacrament vanuit deze kapel een sacramentsprocessie met ten minste één rustaltaar onderweg. Het is een van de twee religieuze processies die heden nog uitgaan in Antwerpen.[2]
- Verdere activiteiten zijn jeugdwerk (scouts en gidsen van de Eucharistische Kruistocht en de jongerengroep Jong Katholiek Initiatief), retraites en recollecties (korte retraites), aanbiddingen, conferenties en catechismuscycli voor allerlei leeftijdsgroepen.

## Galerij

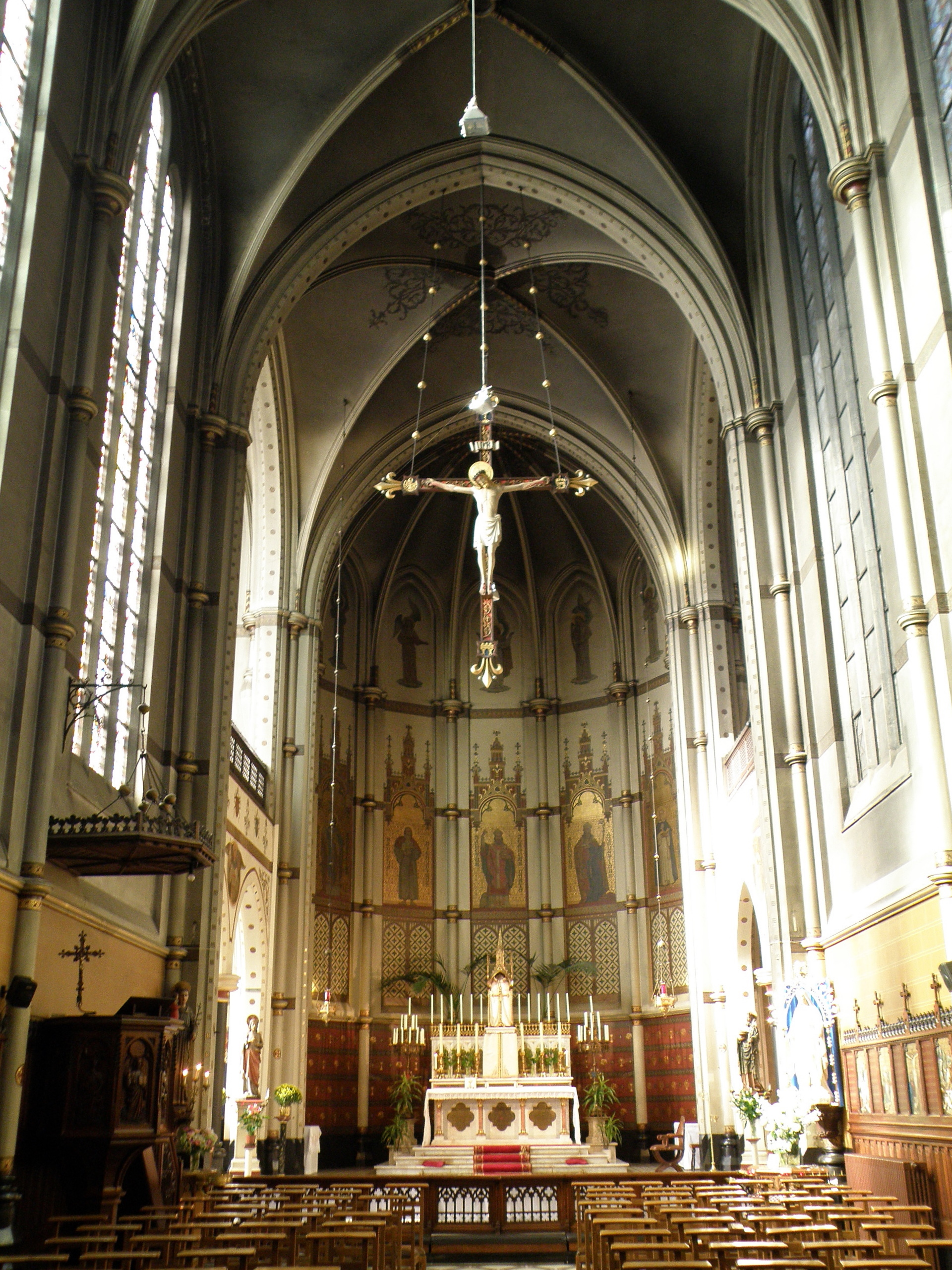
Binnenaanzicht
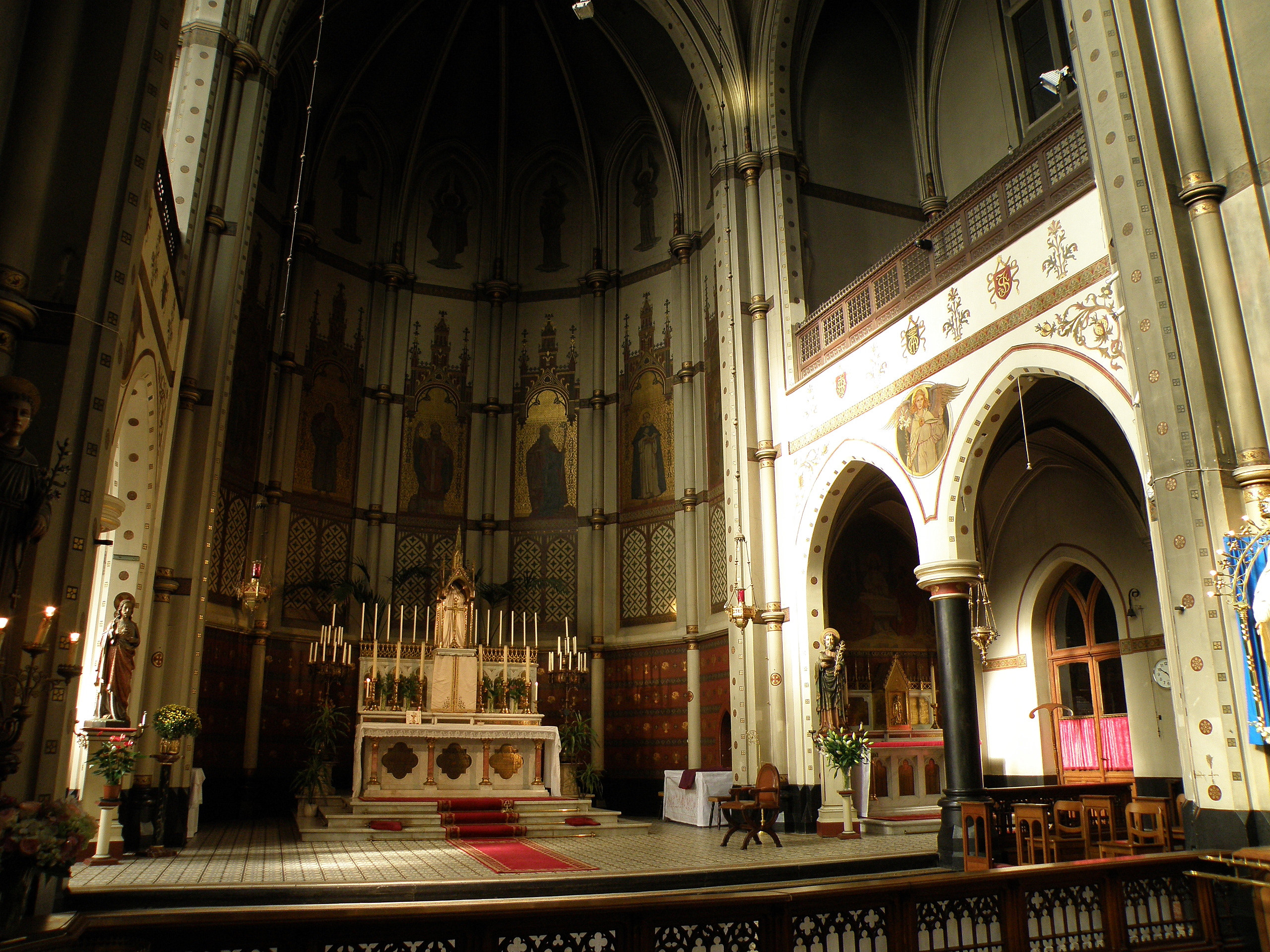
Rechter dwarsbeuk
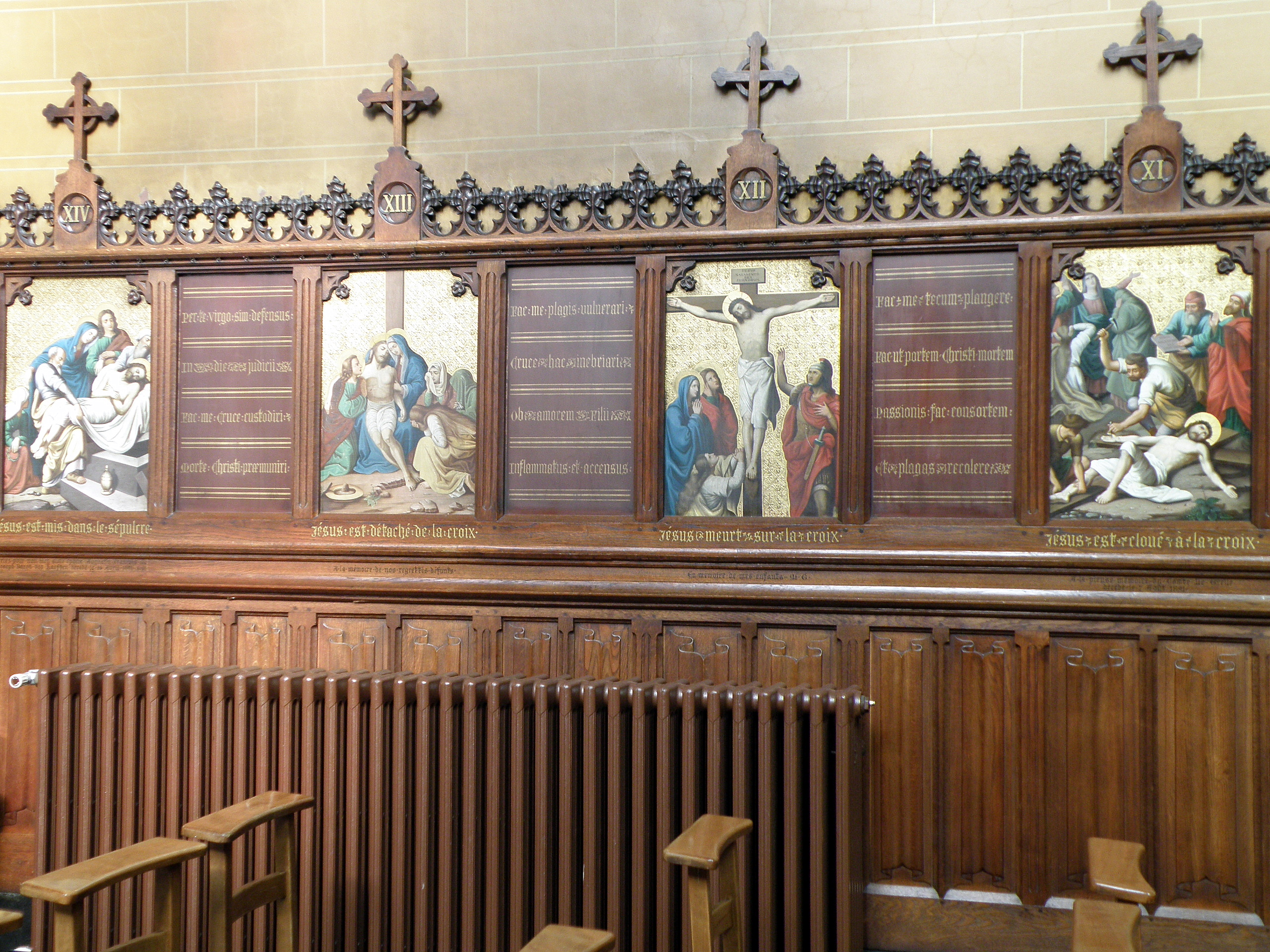
Kruisweg
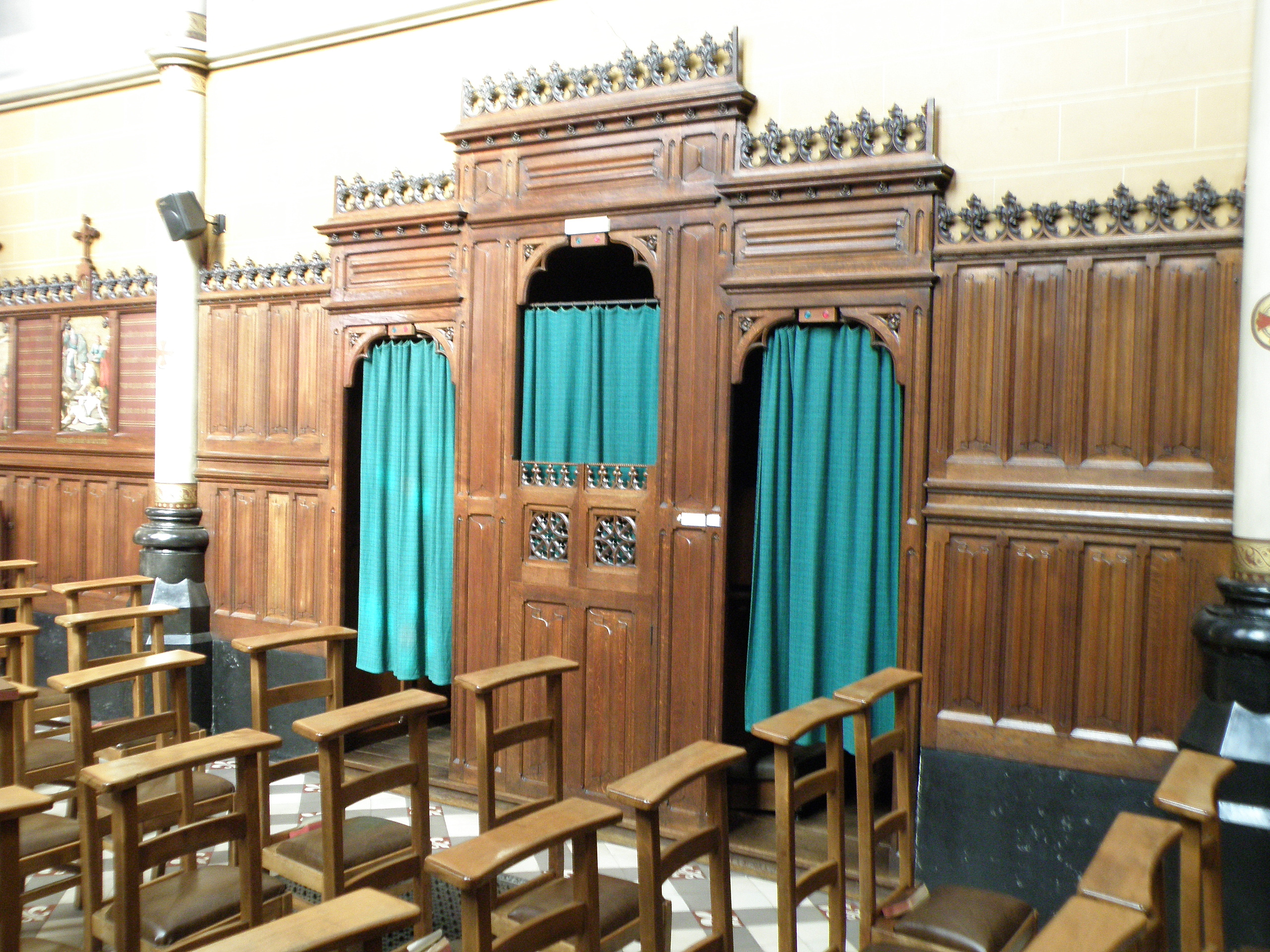
Biechtstoel
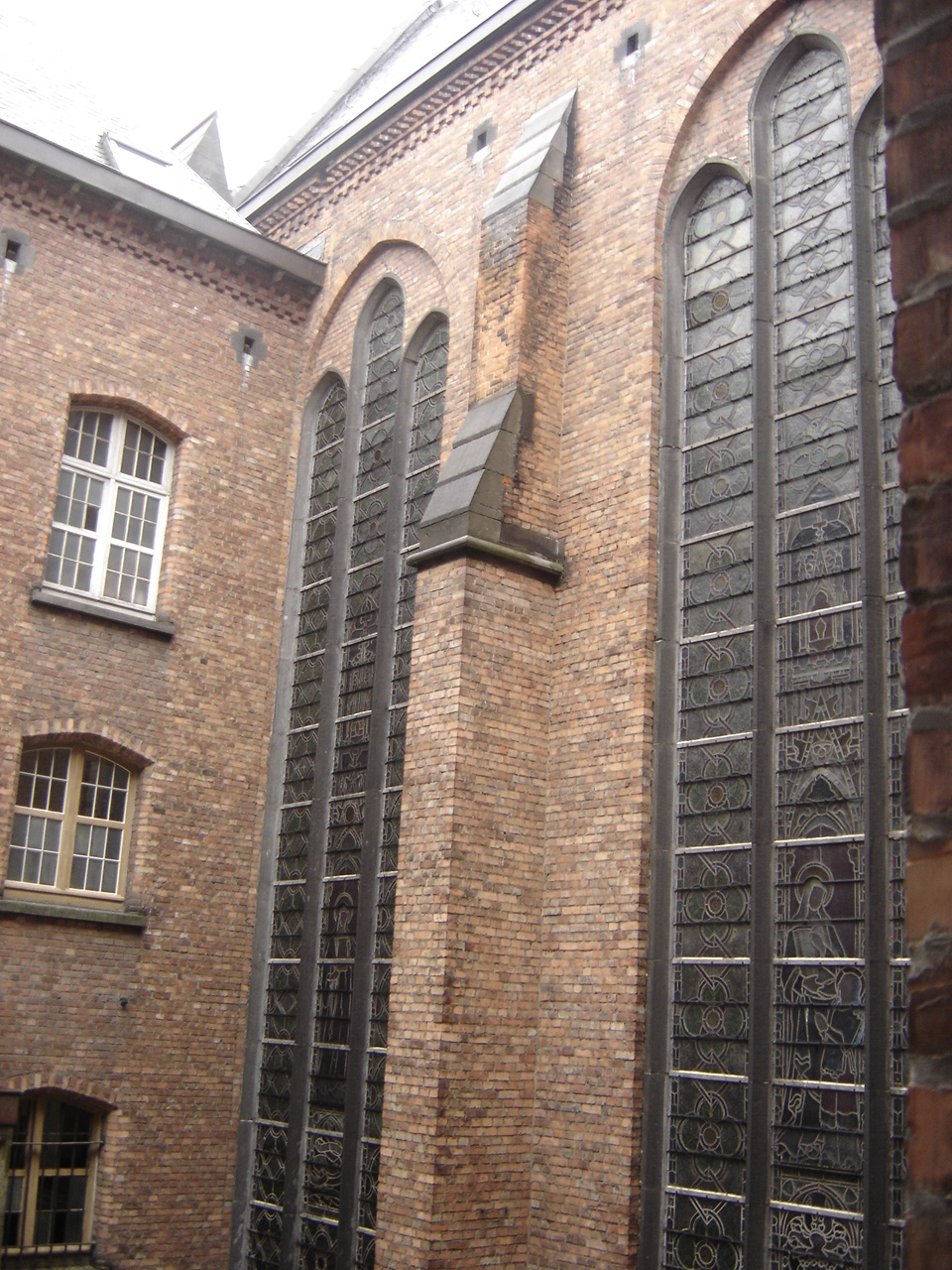
Glasramen langs buiten
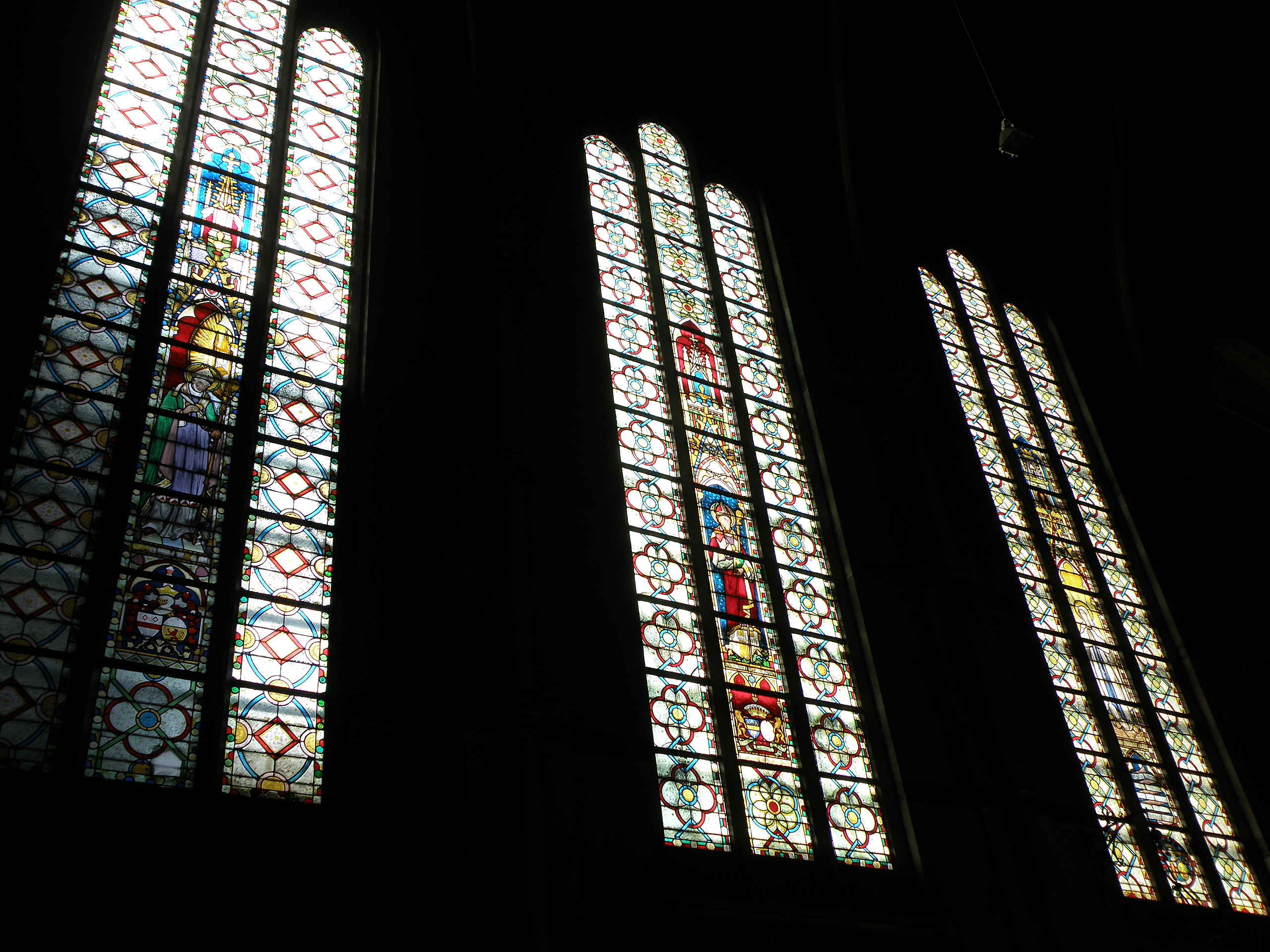
Glasramen langs binnen
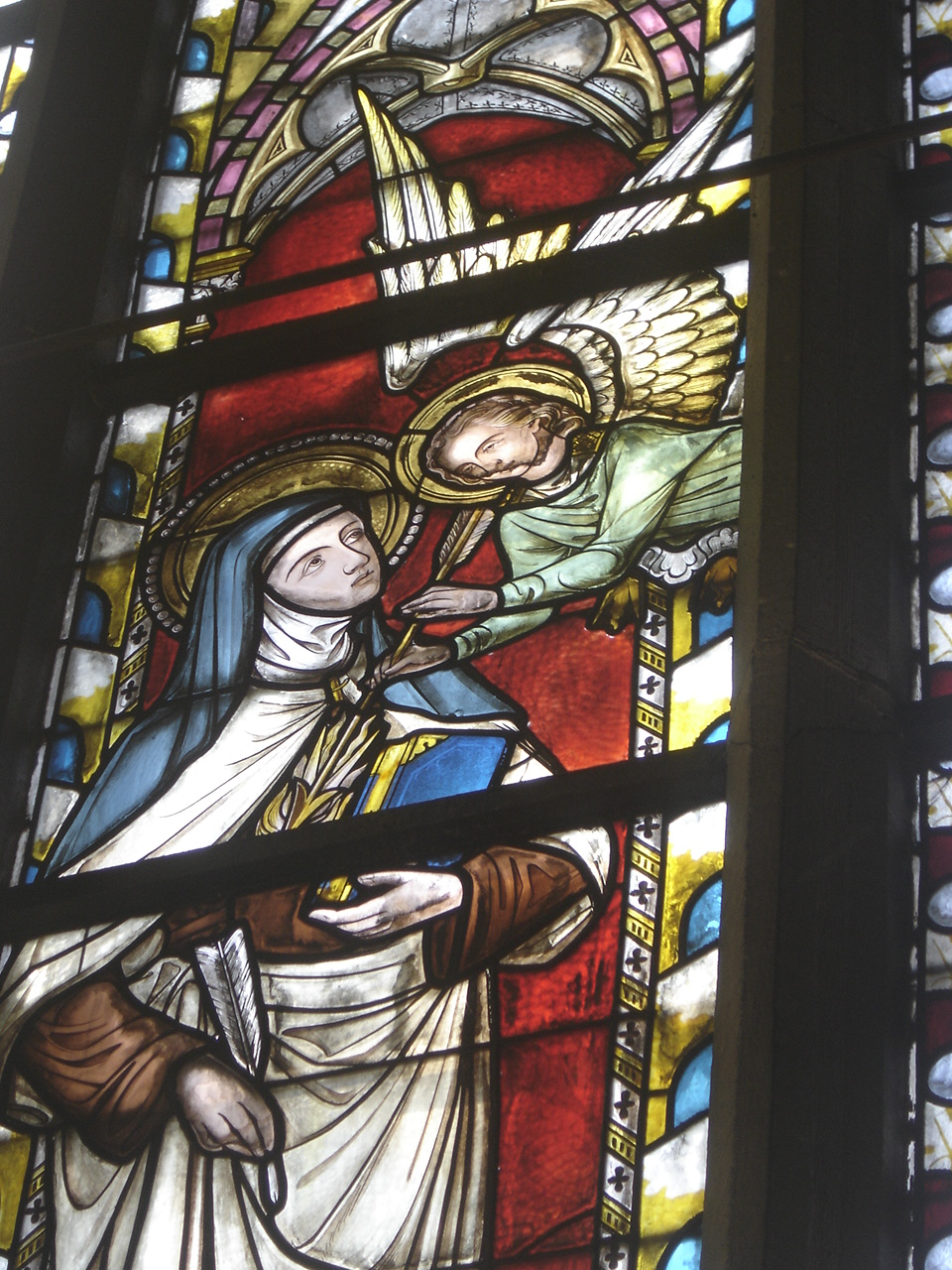
Detail glasraam
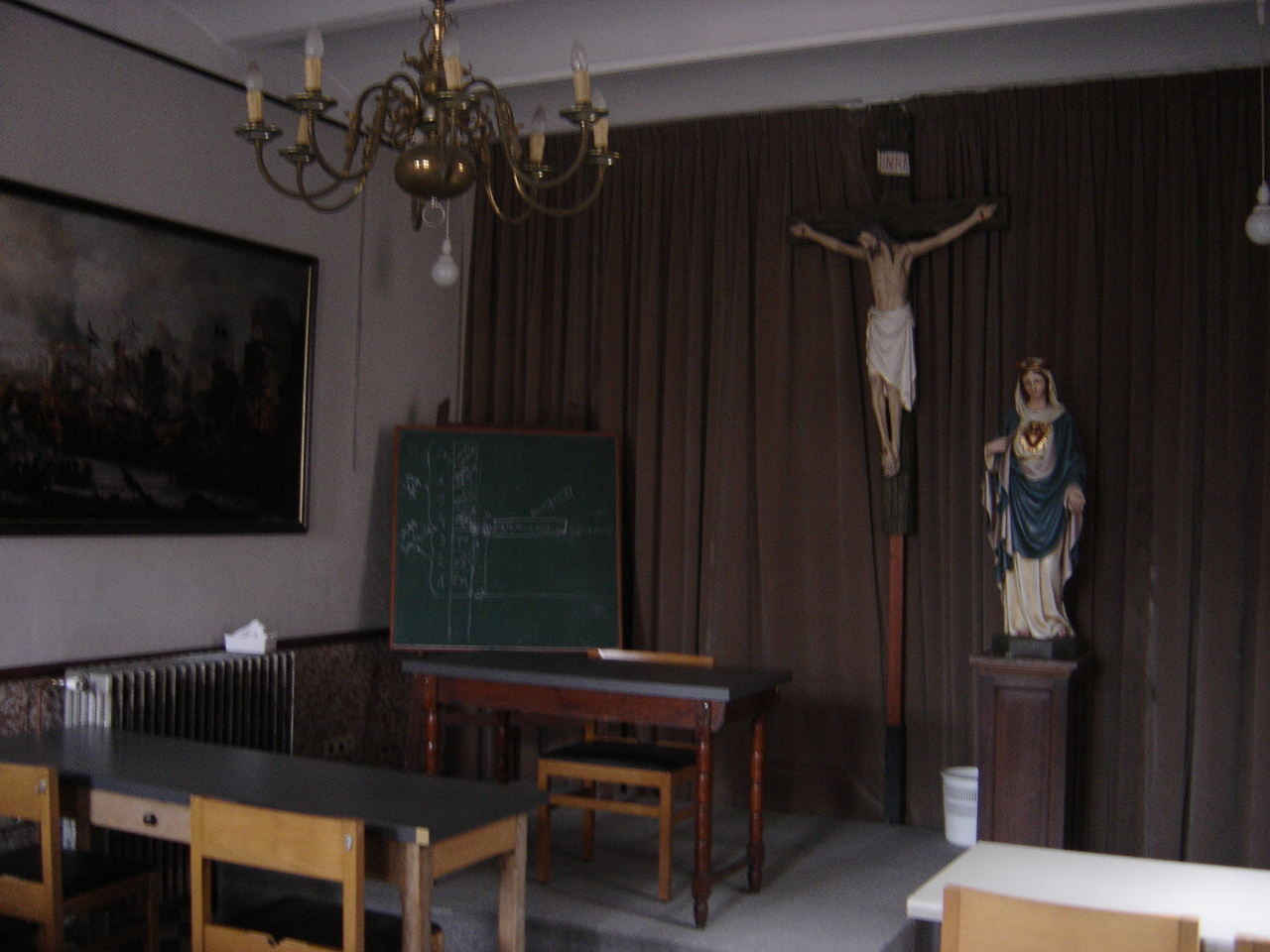
Zaal Lepanto (in het klooster)